# Berryz工房コンサートツアー 2010初夏 〜海の家 雄叫びハウス〜
『Berryz工房コンサートツアー 2010初夏 〜海の家 雄叫びハウス〜』（ベリーズこうぼうコンサートツアー にせんじゅうしょか 〜うみのいえ おたけびハウス〜）はBerryz工房のコンサート・ツアーである。またその模様を収録したライブ映像作品である。

## DVD
『Berryz工房コンサートツアー 2010初夏 〜海の家 雄叫びハウス〜』（2010年8月25日）
2010年6月13日に渋谷C.C.Lemonホール（渋谷公会堂）で行われた公演を収録。

### 収録トラック
1. OPENING⇒♪「思い立ったら 吉でっせ!」⇒寸劇
2. マジ グッドチャンス サマー
3. VTR 映像（メンバー紹介）
4. ライバル
5. MC1
6. 恋の呪縛
7. 友達は友達なんだ!
8. MC2
9. ヤキモチをください!（清水佐紀・徳永千奈美・菅谷梨沙子）
10. グランドでも廊下でも目立つ君（須藤茉麻・熊井友理奈）
11. 愛には 愛でしょ（嗣永桃子・夏焼雅）
12. 寸劇⇒
13. 夏わかめ⇒寸劇⇒
14. マジ夏すぎる⇒寸劇⇒
15. 夏 Remember you⇒寸劇⇒
16. MC3
17. 安心感⇒パッション E-CHA E-CHA⇒ファイティングポーズはダテじゃない!（清水佐紀・嗣永桃子・夏焼 雅・熊井友理奈）
18. BERRY FIELDS⇒夢で ドゥーアップ⇒図書室待機（須藤茉麻・徳永千奈美・菅谷梨沙子）
19. 行け 行け モンキーダンス
20. MC4
21. 青春バスガイド
22. 流星ボーイ
23. MC5
24. 雄叫びボーイ WAO!
25. 友情 純情 oh 青春
26. ENCORE：本気ボンバー!!
27. ENCORE：MC6
28. ENCORE：Bye Bye またね

### リリース履歴
Berryz工房、PICCOLO TOWNレーベルとしては初めてBlu-ray Discが発売された作品でもある。
| 発売日         | レーベル                              | 規格         | 品番      |
| -------------- | ------------------------------------- | ------------ | --------- |
| 2010年8月25日  | PICCOLO TOWN / アップフロントワークス | DVD          | PKBP-5132 |
| 2010年12月22日 | PICCOLO TOWN / アップフロントワークス | Blu-ray Disc | PKXP-5001 |